# Scaphoideus abitus
Scaphoideus abitus är en insektsart som beskrevs av Barnett 1979. Scaphoideus abitus ingår i släktet Scaphoideus och familjen dvärgstritar. Inga underarter finns listade i Catalogue of Life.